# Pont-d'Ain
Pont-d'Ain è un comune francese di 2 627 abitanti situato nel dipartimento dell'Ain della regione dell'Alvernia-Rodano-Alpi.

## Società

### Evoluzione demografica
Abitanti censiti